# Feliks Langenfeld (urzędnik)
Feliks Langenfeld (ur. 11 stycznia 1850 w Königsau, zm. 16 marca 1930 w Sanoku) – wojskowy urzędnik C. K. Obrony Krajowej.

## Życiorys
Feliks Langenfeld urodził się 11 stycznia 1850 w Königsau. Był synem Gaspara i Katarzyny. Pochodził z rodziny austriackich osadników rolniczych, osiadłych w galicyjskim Königsau (później Równe).
W C. K. Obronie Krajowej od około 1889 jako Feldwebel powiatowy batalionu obrony krajowej nr 62 ze Stanisławowa był przydzielony do urzędu starostwa powiatu nadwórniańskiego (początkowo w charakterze prowizorycznym). Od okołu 1894 był przydzielony do starostwa w Nadwórnej jako wojskowy pułku piechoty obrony krajowej nr 20 ze Stanisławowa. Został awansowany na oficjała ewidencji obrony krajowej z dniem 1 września 1898. Około 1898/1899 był eksponowany z powiatowej komendy uzupełniającej obrony krajowej nr 36 w Kołomyi do pracy w starostwie w Nadwórnej. Od około 1899 był eksponowany z powiatowej komendy uzupełniającej obrony krajowej nr 17 w Rzeszowie do pracy w starostwie c. k. powiatu sanockiego z siedzibą w Sanoku. Od około 1901 był tam eksponowany z powiatowej komendy uzupełniającej obrony krajowej nr 18 w Przemyślu. Ze stanowiska starszego oficjała ewidencyjnego starostwa w Sanoku w październiku 1910 został przeniesiony w stan spoczynku.
Od około 1876 był żonaty z urodzoną w Bolechowie Emilią z domu Sedlak (zm. 13 lutego 1925 w wieku 70 lat). Mieli dzieci: Gizelę Marię (1878-1950, od 1906 zamężna z Władysławem Baczyńskim, lustratorem przy starostwie c. k. powiatu sanockiego), Herminę Helenę (ur. 1882, od 1904 zamężna z Konradem Sadowskim, zm. 8 maja 1913 w wieku 30 lat), Rudolfa Józefa (1886-1905, absolwent C. K. Gimnazjum w Sanoku z 1905), Feliksa (1888-1936, oficer wojskowy), Marię Jadwigę (1892-1904), Zofię (ur. 1894, nauczycielka, zamężna z Józefem Śmiechowskim, zm. 14 czerwca 1923 w wieku 28 lat), Karola Ludwika (ur. ok. 1896, nauczyciel ludowy, zm. 27 listopada 1921 w wieku 25 lat).

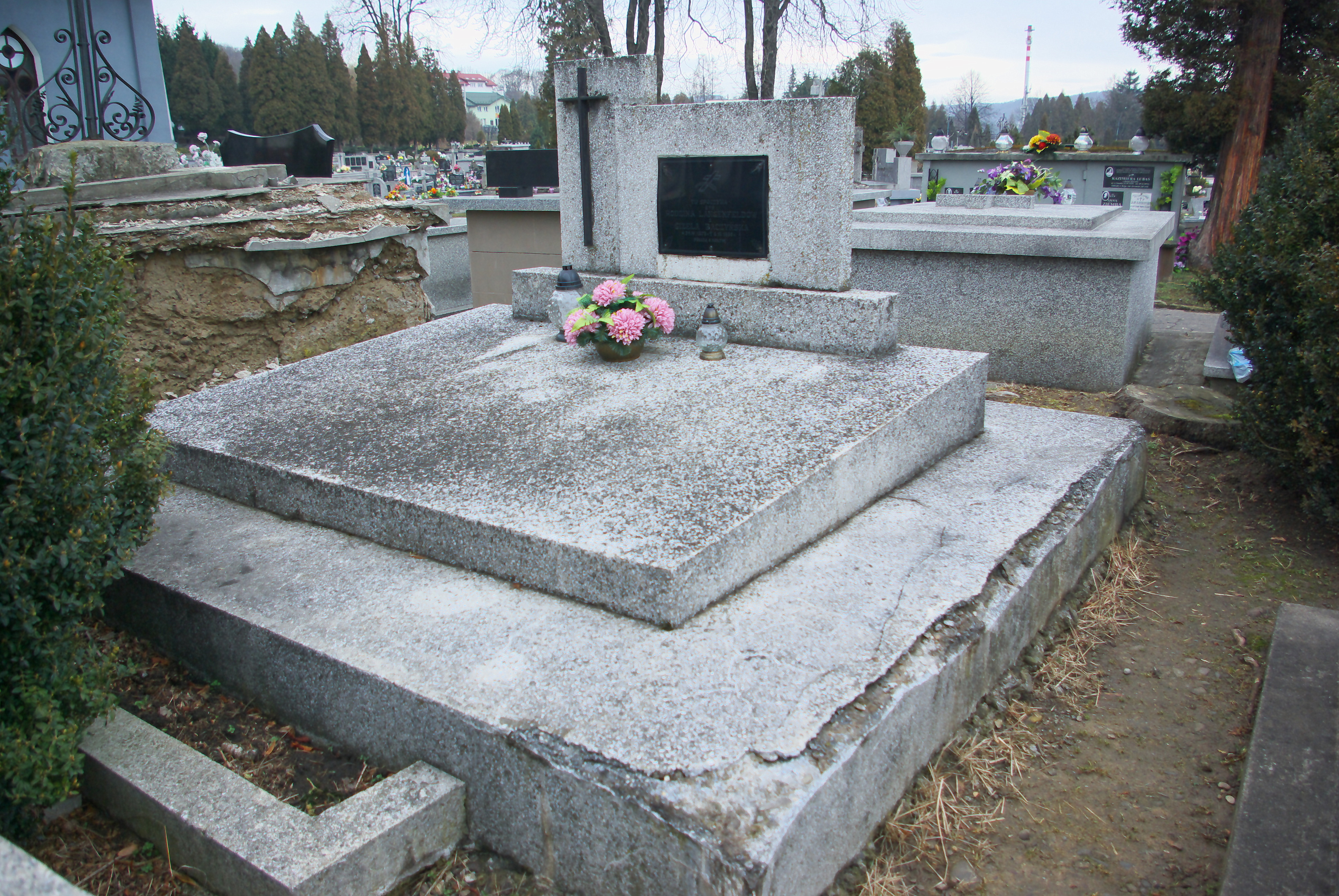
Grobowiec Langenfeldów w Sanoku

Jako emerytowany starszy oficjał ewidencji Obrony Krajowej uchwałą Rady Miejskiej w Sanoku z 1919 został uznany przynależnym do gminy Sanok. Zmarł 16 marca 1930 w Sanoku. Został pochowany 18 marca 1930 na cmentarzu przy ul. Rymanowskiej w Sanoku.

## Odznaczenia
austro-węgierskie
- Złoty Krzyż Zasługi Cywilnej (1910)[46]
- Odznaka za Służbę Wojskową 1 klasy (przed 1900)[15], 2 klasy (przed 1901)[16]
- Brązowy Medal Jubileuszowy Pamiątkowy dla Sił Zbrojnych i Żandarmerii (przed 1900)[15]
- Krzyż Jubileuszowy Wojskowy (przed 1909)[24]